# Версии Windows
Эта статья — список всех версий Windows.

## Windows 1.0x

### Windows 1.01

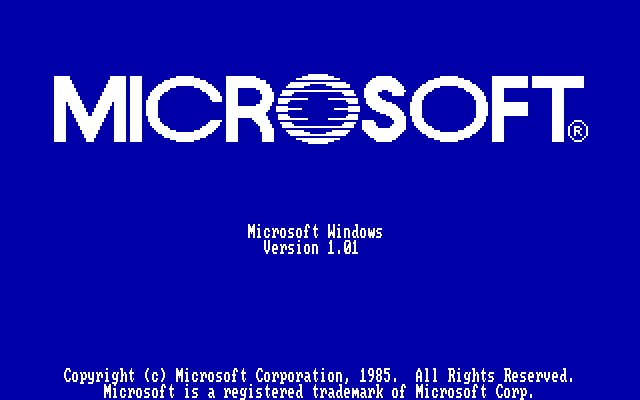
Экран загрузки в Windows 1.01

Первая версия Windows 1.0, выпущенная 20 ноября 1985 года и поддерживалась до 31 декабря 2001 года (16 лет и 1 месяц). Данная версия была 16-битной графической оболочкой, и принадлежит к семейству MS-DOS. Здесь не было ни браузера, ни DirectX, поэтому она нестабильна. Тем более, доступен только два языка — английский и японский.

Но при этом, в систему встроены калькулятор, блокнот, часы, Windows Write. Доступны другие программы, как Cardfile, и есть одна видеоигра — Реверси.

### Windows 1.02
Вторая версия Windows 1.0, выпущенная в январе 1986 года и поддерживалась до 31 декабря 2001 года (14 лет и 11 месяцев). В этой версии добавили два языка — немецкий и нидерландский. Также это первая версия Windows, которую начали продавать в Европе.

### Windows 1.03
Вторая версия Windows 1.0, выпущенная в августе 1986 года и поддерживалась до 31 декабря 2001 года (14 лет и 5 месяцев). В ней добавлены драйверы для немецких и нидерландских раскладок клавиатуры, а также драйверы для принтеров и монитора. Также добавлена поддержка компьютеров типа AT&T 6300 и 6300 Plus, поддержка MS DOS 3.2 и поддержка дисководов для 3,5″ дискет.

### Windows 1.04

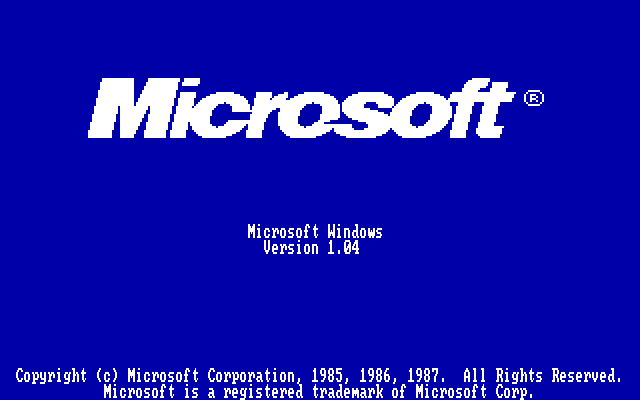
Экран загрузки в Windows 1.04

Вторая версия Windows 1.0, выпущенная в апреле 1987 года и поддерживалась до 31 декабря 2001 года (13 лет и 9 месяцев). В нём была добавлена поддержка компьютеров IBM PS/2.

## Windows 2.0x

### Windows 2.01

Интерфейс Windows 2.01

Первая версия Windows 2.0, выпущенная 9 декабря 1987 года и поддерживалась до 31 декабря 2001 года (13 лет и 1 месяц). Данная версия была 16-битной графической оболочкой, и принадлежит к семейству MS-DOS. Здесь не было ни браузера, ни DirectX, поэтому она нестабильна.

Хоть она и осталось нестабильной, но зато реализована система перекрывающихся окон. Также появились кнопки минимизации и максимизации окон, и увеличена скорость работы. Но самое главное нововведение — сочетание клавиш и иконки программ.

Также появились новые программы, такие как Microsoft Word и Microsoft Excel.

### Windows 2.03
Вторая версия Windows 2.0, выпущенная 9 декабря 1987 года и поддерживалась до 31 декабря 2001 года (13 лет и 1 месяц). Данная версия была 16-битной графической оболочкой, и принадлежит к семейству MS-DOS. В данной версии улучшена работа в защищённом режиме процессора Intel 80386 и работа с расширенной памятью.